# Sainte-Pience
Sainte-Pience foi uma comuna francesa na região administrativa da Normandia, no departamento Mancha. Estendia-se por uma área de 8,85 km². Em 2010 a comuna tinha 942 habitantes (densidade: 106,4 hab./km²).
Em 1 de janeiro de 2016, passou a formar parte da nova comuna de Le Parc.